# Iustin Martirul și Filozoful
Iustin Filosoful (n. 100 d.Hr., Nablus, Cisiordania, Palestina – d. 165 d.Hr., Roma, Imperiul Roman) a fost un scriitor creștin din secolul al II-lea. A scris două apologii, prima adresată împăratului Antoninus Pius și fiilor săi (Marc Aureliu și Lucius Verus) iar a doua dedicată lui Marc Aureliu, în care solicita toleranță față de creștini, într-o perioadă în care aceștia din urmă, refuzând ritualul religios roman, erau acuzați de lipsă de fidelitate față de imperiu.

## Biografie
Familia sa locuia la Flavia - Neapolis, vechiul Sichem, azi Nablus. A fost crescut în cultura și tradiția păgână, primind o formație spirituală aleasă. După o odisee pe la mai mulți filosofi, Sf. Iustin, este îndemnat de un bătrân să citească Profeți, ceea ce îi aduce și convertirea la creștinism. Creștinismul este pentru Iustin, "singura filosofie sigură și folositoare". Iustin merge la Roma, unde dezvoltă o intensă activitate, apologetică, literară și misionară. De aici el trimite împăraților, senatului și poporului roman prima sa Apologie, în favoarea oamenilor de toate neamurile, care sunt pe nedrept urâți și persecutați și tot aici trimite și a doua Apologie. Tot la Roma se pare că sunt scrise foarte probabil, și celelalte lucrări ale sale, în frunte cu "Dialogul cu iudeul Trifon". La Roma intră în conflict cu filosoful cinic Crescens imoral, ignorant și fanfaron. Iustin l-a zdrobit pe acest ignorant, care, îi acuza pe creștini de ateism și de imoralitate fără să-i cunoască. Înfrânt, Crescens îl denunță pe Iustin, care este condamnat la moarte și executat în anul 165, cu încă alți șase creștini sub prefectul Iunius Rusticus. Biserica Catolică, Biserica Ortodoxă și Biserica Greco-Catolică îl prăznuiesc la 1 iunie.
Iustin Martirul a fost primul apologet creștin care a folosit evangheliile sinoptice, atribute după moartea lui (165 d.Hr.) apostolului Matei și ucenicilor Marcu și Luca (Irineu de Lyon, Adversus Haereses, 180 d.Hr.). În Prima apologie (adresată în 155 d.Hr. împăratului roman Antoninus Pius) și în Dialogul cu Trifon (160 d.Hr.), Iustin Martirul menționează „memorii ale apostolilor” (greacă: ἀπομνημονεύματα τῶν ἀποστόλων; transliterare: apomnêmoneúmata tôn apostólôn) și „evanghelii” (greacă: εὐαγγέλιον; transliterare: euangélion), care sunt citite în fiecare duminică (1 Apol. 67.3).
Se pare că Iustin nici măcar nu cunoștea Evanghelia după Ioan.

#### Dialogul cu iudeul Trifon

Iustini opera, 1636

Cea mai cunoscută lucrare a sa este ''Dialogul cu iudeul Trifon'', un dialog imaginar între un evreu și un creștin, în care Iustin relatează felul în care s-a convertit la creștinism. Căutându-l pe Dumnezeu și mai ales simțind nevoia de a se salva, a încercat să se apropie întâi de un stoic. Acesta însă nu credea el însuși în existența unui Dumnezeu, ceea ce lui Iustin i s-a părut o nebunie. A mers apoi la un Peripatetic, adică un urmaș al lui Aristotel, care i-ar fi solicitat onorariu. L-a părăsit pentru un pitagorician, care însă îi amâna căutarea mântuirii cu teorii matematice ale armoniei, cu astronomie și geometrie, motiv pentru care, simțind că mântuirea este înaintea acestora și nu condiționată de ele, a mers mai departe, întâlnind un platonician. Acesta a fost în sfârșit pe potriva căutărilor sale: încuviințarea că există lucrurile incorporale, aspirația spre contemplarea Ideilor, l-au făcut pe Iustin să creadă în scurt timp că a dat peste înțelepciune și să aștepte viziunea lui Dumnezeu, însuși țelul filosofiei platonice. 
Înțelegând că a găsit filosofia adevărată, s-a retras la malul mării spre a medita. Aici a întâlnit un bătrân care, fiind creștin și căzând de acord, până la un punct, cu filosofia platonică în termenii căreia Iustin îi vorbise, l-a întrebat ce crede despre suflet. Sufletul pre-există trupului și transmigrează, fiind etern și trecând dintr-un corp într-altul, ar fi spus Iustin, în deplin acord cu Platon. Dacă greșește, este pedepsit și se încarnează într-o ființă inferioară, de exemplu o fiară. Dar, fiară fiind, neavând deci știință că a fost pedepsit, cum se mai poate sufletul salva? – l-ar fi întrebat bătrânul. „Atunci nici ele nu folosesc nimic de pe urma pedepsei, după câte se pare. Ba, aș putea spune chiar că nici măcar nu sunt pedepsite, de vreme ce ele nu pricep această pedeapsă” . Și iarăși, bun fiind, dându-i-se ca recompensă vederea Formelor, de ce mai este apoi aruncat din nou în trup, unde uită tot ce a văzut? „Ce folos au sufletele care Îl văd, sau cu ce se deosebește sufletul care-L vede, de acela care nu-L vede, dacă nu-și aduce aminte nici măcar de faptul că l-a văzut?”
Bătrânul îi spune că sufletul nu este nemuritor prin natura sa, ci pentru că primește nemurirea conform voinței lui Dumnezeu, trăind atâta timp cât vrea Creatorul. Eternitatea sufletului este deci rezultatul voinței lui Dumnezeu. Astfel se vădește și bunătatea divină, mai degrabă decât în scenariul platonician. Acesta este momentul în care lui Iustin „i se aprinde o flacără în suflet” și, după propria mărturisire, se simte cuprins de iubire pentru Profeți și pentru prietenii lui Hristos.
Întrebat de unde își trage înțelepciunea, bătrânul a răspuns că de la profeții evrei, ale căror profeții au fost împlinite de creștinism. Iustin va rămâne încredințat și va scrie în Prima apologie că ceea ce este adevărat în filosofia greacă provine de la Moise și de la profeți, considerând că cei care au trăit o viață rațională, în acord cu logos-ul, au trăit creștinește, chiar dacă nu au fost conștienți de aceasta, deci chiar dacă au trăit înainte de Hristos. Din acest punct de vedere, filosofia greacă este înțeleasă ca o revelație prin rațiune, având aceeași valoare pe care a avut-o revelația profeților evrei. Între filosofie și creștinism există deci o continuitate.
Încercând să evite dificultățile întâmpinate de teoria platonică despre suflet (problema transmigrației), Iustin va ajunge să considere că sufletele nu sunt eterne prin natura lor (spre deosebire de doctrina lui Platon, unde sufletele proveneau din lumea ideilor și deci erau de aceeași natură cu Ideile), ci coruptibile și decompozabile, adică muritoare. Ele pot supraviețui doar atât cât Dumnezeu le îngăduie. Dar, de facto, Dumnezeu vrea ca sufletele să trăiască etern și deci, chiar dacă prin natură ele sunt muritoare, de facto ele sunt eterne. Eternitatea sufletelor nu este deci principială ci este un privilegiu pentru ele, pe care îl au prin participare.